# Cartea Înțelepciunii

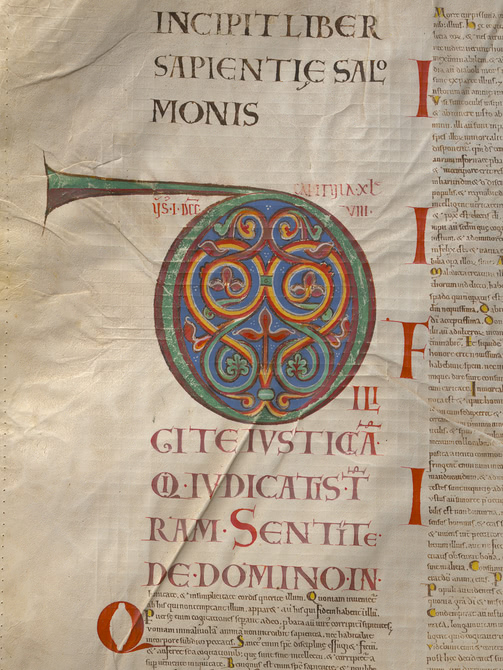
Începutul Cărții Înțelepciunii, Codex Gigas, secolul al XIII-lea

Cartea Înțelepciunii sau Înțelepciunea lui Solomon (în greacă Σοφία Σαλωμῶνος) este una din ultimele (cele mai noi) cărți ale Vechiului Testament. Cartea Înțelepciunii face parte din canonul ortodox și catolic al Biblei, dar a fost considerată apocrifă de Martin Luther, așa încât lipsește din edițiile protestante ale Bibliei. 

## Recepție
Potrivit episcopului Melito din Sardes din secolul al II-lea, era considerată canonică de evrei și de creștini, iar o traducere ebraică a „Înțelepciunii lui Solomon” este menționată de către Nahmanides (Ramban) în prefața la comentariile sale despre Pentateuh.